# Gonodonta paraequalis
Gonodonta paraequalis là một loài bướm đêm trong họ Noctuidae.